# Sheri Holman
Sheri Holman (Richmond, 1º giugno 1966) è una scrittrice e sceneggiatrice statunitense.

## Biografia
Nata nel 1966 a Richmond e laureata in teatro al College di William e Mary, prima di esordire nella narrativa ha lavorato alcuni anni come attrice e nell'industria editoriale. 
Attiva in ambito televisivo come sceneggiatrice e produttrice, ha pubblicato 4 romanzi e un libro per ragazzi.
Tra le fondatrice del collettivo di storytelling The Moth, vive e lavora con il marito e i figli a Brooklyn.

## Opere

### Romanzi
- La lingua rubata (A Stolen Tongue, 1997), Milano, Ponte alle Grazie, 2001 traduzione di Fabrizio Ascari ISBN 88-7928-519-X.
- The Dress Lodger (2000)
- The Mammoth Cheese (2004)
- Witches on the Road Tonight (2011)

### Libri per ragazzi
- Sondok: Princess of the Moon and Stars (2002)

## Televisione (parziale)

### Sceneggiatrice
- Longmire serie TV (2012-2017) episodi 4x4-4x9-5x4-5x8-6x3-6x8
- Emerald City serie TV (2017) episodio 1x4
- Pronti a tutto (Barkskins) miniserie TV episodio 1x6
- Filthy Rich - Ricchi e colpevoli (Filthy Rich)  serie TV (2020) episodi 1x4-1x8-1x10
- George & Tammy miniserie TV (2002-2003) episodi 1x3-1x5-1x6
- Palm Royale serie TV (2024-) episodi 1x2-1x7-1x10

## Premi e riconoscimenti

### Vincitrice
Premio Shirley Jackson
- 2011 nella categoria "Miglior romanzo" con Witches on the Road Tonight[5]

### Finalista
Women's Prize for Fiction
- 2005 con The Mammoth Cheese[6]